# Barbara FitzRoy
Lady Barbara FitzRoy (16 juillet 1672 – 6 mai 1737), est le sixième et dernier enfant de Barbara Palmer, une maîtresse de Charles II d'Angleterre. Bien que Charles l'ait reconnu publiquement comme son enfant, il n'est probablement pas son père. Elle devient nonne bénédictine connue comme Benedite.

## Biographie
Barbara est née à Cleveland House à St Martin in The Fields, à Londres, en Angleterre, le 16 juillet 1672. Autour de l'époque où elle est née, Louise de Kérouaille est en passe de supplanter sa mère comme maîtresse du roi.
Bien que sa mère ait insisté pour qu'elle soit reconnue comme une fille du roi, Barbara a probablement été engendrée par John Churchill, plus tard duc de Marlborough, un cousin au deuxième degré de sa mère, ou de Lord Chesterfield, dont il est dit qu'elle ressemblait dans ses traits. Enfin, il peut être remarqué que le mari de sa mère, Roger Palmer, croyait qu'elle était sa fille, et lui légua son domaine. Charles, cependant, l'a toujours publiquement reconnue comme son enfant, tout en la reniant en privé.
Elle et sa mère sont peintes par Thomas Pooley, en 1677. Ils sont vus tenant un panier de fleurs; Barbara Fitzroy est dépeint comme souriante petite fille avec des boucles blondes.
Le roi est mort en 1685. En mars 1691, à dix-huit ans, Barbara a donné naissance à un fils illégitime de James Hamilton, qu'elle a nommé Charles Hamilton (1691-1754). Les parents de Hamilton étaient farouchement opposés à sa relation avec Barbara. Juste après la naissance, elle est devenue nonne dans le prieuré de Saint-Nicolas, à Pontoise, en France, en prenant le nom de sœur Bénédicte, où plus tard elle est devenue prieure en 1721. Son fils Charles a été élevée par sa mère, la duchesse de Cleveland, qui, soi-disant l'a reniée.

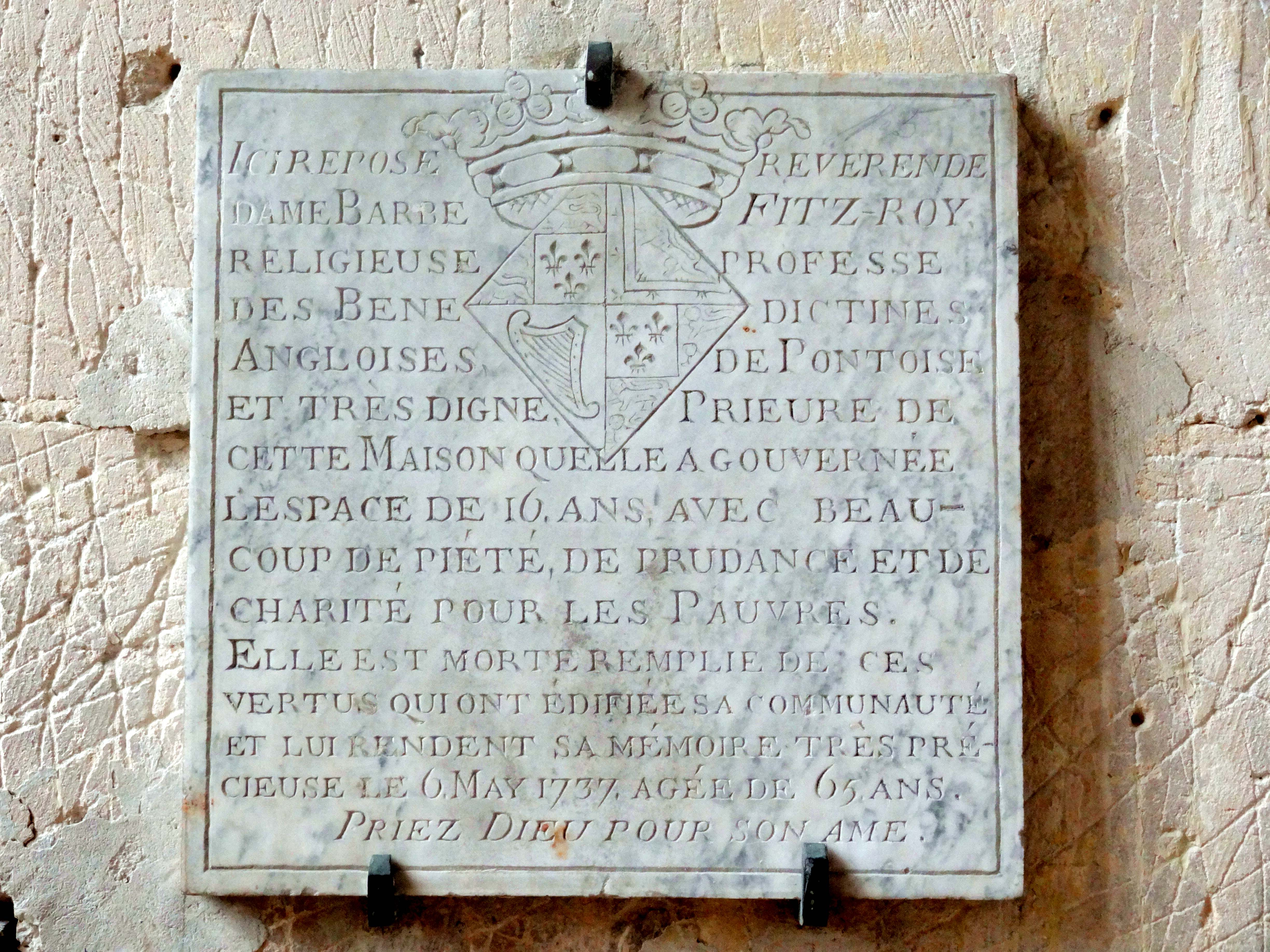
Plaque en mémoire de Barbara FitzRoy à Pontoise.

Elle mourut dans le monastère, le 6 mai 1737, et est enterré dans l'église du Prieuré.